# Портула
Портула (итал. Portula) — коммуна в Италии, располагается в регионе Пьемонт, в провинции Бьелла.
Население составляет 1461 человек (2008 г.), плотность населения составляет 133 чел./км². Занимает площадь 11 км². Почтовый индекс — 13833. Телефонный код — 015.
Покровительницей коммуны почитается Пресвятая Богородица, празднование 8 декабря.

## Демография
Динамика населения:

## Администрация коммуны
- Официальный сайт: http://www.comune.portula.bi.it/ Архивная копия от 20 ноября 2008 на Wayback Machine